# Домініальний суд
Домініальний суд (від лат. dominus — пан, володар, власник) — приватний суд феодальної знаті над підданими свого маєтку в добу середньовіччя. У Київській Русі чинився князями та боярами над невільниками і частково — закупами (див.: Вотчинний суд). У 14 – 1-й половині 17 ст. здійснювався в межах шляхетських імунітетів князями, шляхтою, боярами й зем'янами над челяддю та напіввільними категоріями населення. В часи національної революції 1648–1676 Д.с. втрачає своє значення. Від кінця 17 ст. в Українській  козацькій державі поступово поширюється у володіннях монастирів, а згодом і на державних та старшинських землях. На українських землях, що були у складі Австрійської імперії, Д.с. проіснував до 1848 (див. Селянська реформа 1848 в Галичині, на Буковині та Закарпатті), а на землях України, підвладних Російській імперії, – до селянської реформи 1861.
Інша назва домініального суду — замковий суд. Відомості про суд під такою назвою містяться у документах Великого князівства Литовського (ВКЛ) з 16 ст. Насамперед цей термін застосовували для означення суду, що відбувався в замку (гроді) й який чинили замкові урядовці. Після запровадження в ході суд. реформи у ВКЛ 1564–66 гродських судів ці суди теж стали називати замковими.